# 29 лютого
29 лютого — 60-й день року. Буває лише у високосних роках. Останній день лютого у високосний рік.

## Свята і пам'ятні дні

### Релігійні

#### Християнство
Православ'я:
- Прп. Касіяна Римлянина.
- Прп. Касіяна, затворника Печерського, у Дальніх печерах.
- Прп. Іоана, нареченого Варсонофієм, єп. Дамаського; Феокториста.

### Іменини
✙ Православні: Касіян, Іван
✝  Католицькі: Освальд

## Події
- 1288 — Шотландія встановила 29 лютого днем, коли жінка може запропонувати шлюб чоловікові. У разі відмови він мав сплатити штраф.
- 1504 — Христофор Колумб використав місячне затемнення для залякування ямайських індіанців
- 1712 — в Швеції після 29 лютого було 30 лютого
- 1762 — Петро III підписав маніфест про вільність дворянства. Дворян звільнено від обов'язкової військової та цивільної служб, їм надано право безперешкодно виїжджати за кордон, вступати там на службу, дозволено здобувати освіту не лише в навчальних закладах, а й удома.
- 1768 — у костелі міста Бар проголошено Барську конфедерацію.
- 1944 — атака УПА на командувача 1-м Українським фронтом генерала радянської армії Миколу Ватутіна, що потягнуло його смерть 15 квітня.
- 2004 — фільм «Володар перснів: Повернення короля» отримав 11 «Оскарів».

## Народились
Дивись також Категорія:Народились 29 лютого
- 925[2] — Освальд Вустерський[en], архієпископ Йоркський.
- 1784 — Лео фон Кленце, німецький архітектор.
- 1792 — Джоаккіно Россіні, італійський композитор.
- 1860 — Герман Голлеріт, засновник IBM, творець табулятора.
- 1868 — Лев Лопатинський, актор і режисер, директор Руського народного театру (Галичина).
- 1888 — Богдан Чайковський, український правник, редактор, публіцист, диригент, громадський діяч.
- 1908 — Марія Бек, українська юристка, державна, політична й громадська діячка у США, перша жінка — мер Детройта.
- 1940 — Варфоломій I, вселенський патріарх, що видав Томос про автокефалію Православної церкви України
- 1976 — Джа Рул, американський репер і актор.

## Померли

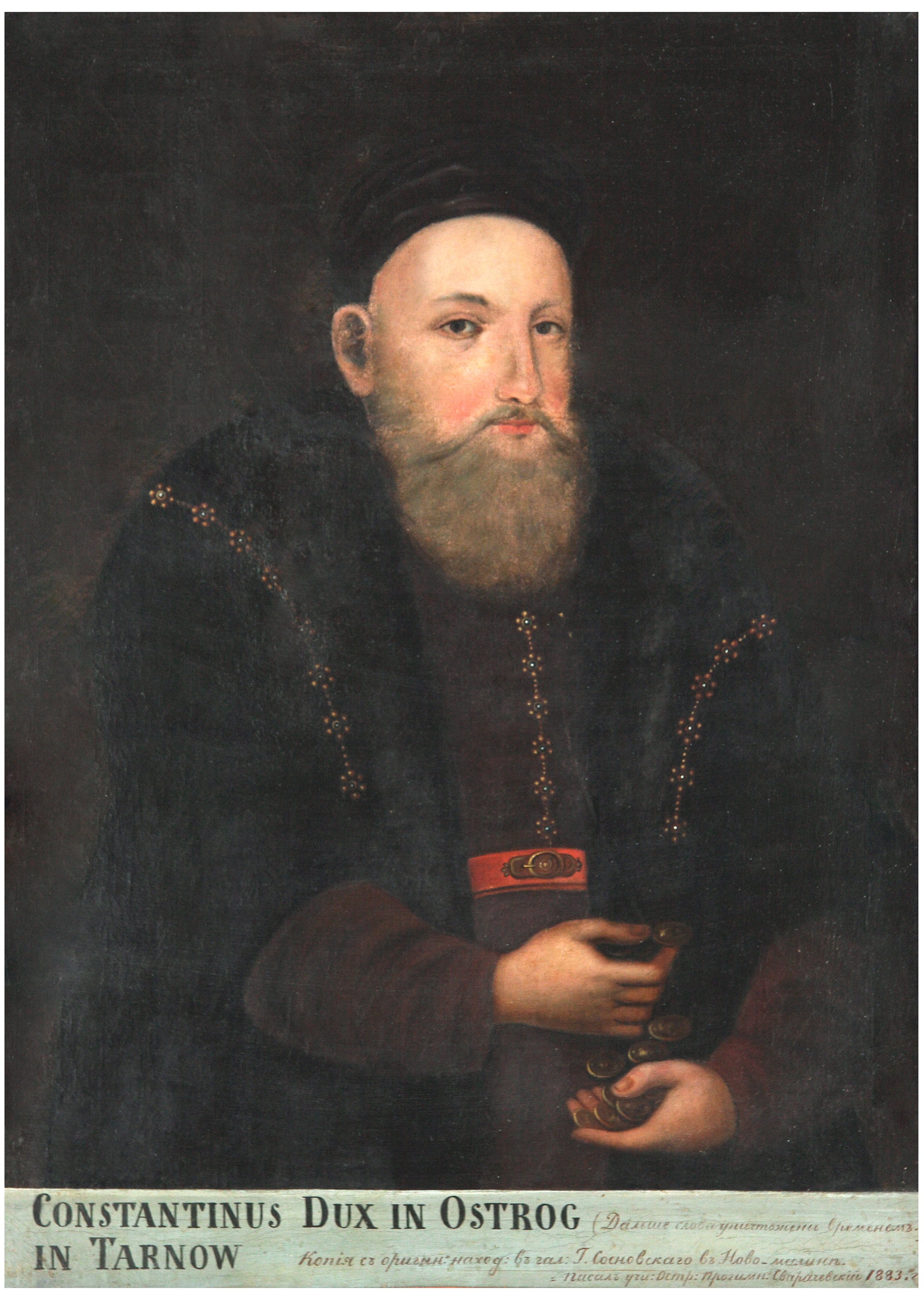
Костянтин Острозький

Див. також Категорія:Померли 29 лютого
- 1592 — Алессандро Стріджо, італійський композитор пізнього Відродження
- 1608 — Костянтин Василь Острозький, руський князь, магнат, військовий, політичний і культурний діяч, меценат, засновник Острозької академії (одна з дат).
- 1868 — Людвиг I, король Баварії.
- 1932 — Рамон Касас, каталонський іспанський художник та графік.
- 1936 — Дмитро Гординський-Антонович, священник УГКЦ, декан Самбірський.
- 1940 — Едвард Фредерік Бенсон, англійський письменник-фантаст.
- 1948 — Осип Бурачинський, видатний український галицький правник, громадський та політичний діяч, державний секретар судівництва ЗУНР.
- 2004 — Олександр Береш, український гімнаст, призер Олімпійських ігор.
- 2004 — Ярослав Пришляк, український громадський та військовий діяч, журналіст, письменник, пластун, керівник Фінансово-господарського Сектора ОУН.